# Leka van Albanië
Leka Zogu van Albanië (Tirana, 5 april 1939 – aldaar, 30 november 2011), door monarchisten genoemd: Leka I, koning van Albanië, was de enige zoon van koning Zog I en diens echtgenote koningin Geraldine. Hij was sinds 1961 tot en met zijn dood de pretendent van de Albanese troon.
Twee dagen na zijn geboorte gingen zijn ouders in ballingschap. Victor Emanuel III van Italië noemde zich sindsdien Koning der Albanezen. Kroonprins Leka werd in 1957 aangewezen als opvolger. Hoewel Albanië na de Tweede Wereldoorlog een republiek werd, beschouwde Leka zich sinds 1961 als koning van Albanië (officieel uitgeroepen in de Albanese Nationale Assemblee in ballingschap in Parijs). Een in 1997 gehouden referendum over de herinstallatie van de monarchie liep op niets uit, maar voor sommige Albanezen blijft Leka hun koning.
In 1975 huwde Leka te Biarritz (Frankrijk) de Australische Susan Cullen-Ward, die vervolgens door de monarchisten als koningin Suzan werd betiteld. Ze overleed op 17 juli 2004.
Het paar kreeg één zoon, Leka Anwar Zog Reza Baudouin Msiziwe.